# Compañía Aeronáutica Tachikawa
La Compañía Aeronáutica Tachikawa  (立川飛行機株式会社 Tachikawa Hikōki Kabushiki Kaisha?) fue un fabricante de aviones en el Imperio de Japón, especializándose en aeronaves para el Servicio Aéreo del Ejército Imperial Japonés. Se encontraba ubicada en Tachikawa (Tokio).

## Historia

### Primera Compañía
En noviembre de 1924, el astillero Ishikawajima (que en el futuro se convertiría en IHI), creó una subsidiaria denominada Compañía Aeronáutica Ishikawajima (石川島飛行機製作所 Ishikawajima Hikōki Seisakushō?). El primer avión de la compañía fue un avión de entrenamiento primario llamado Red Dragonfly.
En 1936, el Ejército Imperial Japonés adquirió una participación mayoritaria en la compañía, y la renombró Compañía Aeronáutica Tachikawa. Entonces, la compañía empezó a fabricar aeronaves para el ejército. La gran mayoría eran entrenadores y cazas, como el Ki-9 y el Ki-36. Pero también se fabricaron otros que fueron especiales a corto plazo o prototipos que no entraron en producción, como el Ki-77.
En 1940, la compañía consiguió los derechos para fabricar bajo licencia el Lockheed L-14 Super Electra, era producido con la denominación "Aeronave de transporte del ejército tipo LO". La empresa también fabricaba aeronaves de otras compañías, como el caza Mitsubishi A6M Zero.
Como con todas las compañías japonesas, la empresa dejó de fabricar tras la rendición de Japón en la Segunda Guerra Mundial, sus instalaciones fueron severamente dañadas por los bombardeos durante la guerra, y la mayoría de su propiedad, incluyendo su aeropuerto, habían sido capturado por los estadounidenses. La gran mayoría de sus ingenieros (entre ellos, Jiro Tanaka) fueron a trabajar a Nissan o Toyota, "The Prince Motor Company" (más tarde adquirida por Nissan) fue un sucesor directo de la antigua compañía.

### Segunda Compañía
Durante la ocupación de Japón, toda la industria aeronáutica japonesa fue desmantelada, se destruyeron diseños y sus plantas fueron convertidas para otros usos.

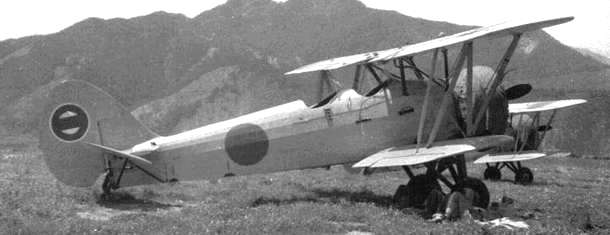
Entrenador primario Ki-9

Después de que se levantara la prohibición del desarrollo de aeronaves, en noviembre de 1949, la Compañía Tachikawa se reconstituyó como Nueva Compañía Aeronáutica Tachikawa (新立川飛行機株式会社 Shin Tachikawa Kōkūki Kabushiki Kaisha?).
Tachikawa construyó prototipos de aviones de entrenamiento, como el R-52 y el R-53 a principios de la década de 1950. El R-52 fue el primer avión de la posguerra construido en Japón. Sin embargo, ninguno de los dos aviones fueron comercialmente exitosos, y la compañía solo logró sobrevivir produciendo ciertos componentes para aeronaves, junto a otros elementos no relacionados con la aeronáutica. En 1955, el nombre de la compañía cambió a Tachihi Kigyō (立飛企業株式会社 Tachihi K.K.?), para enfatizar su falta de envolvimiento en la industria aeronáutica.
Desde 1976, después del regreso de una gran cantidad de tierra ocupada por la Fuerza Aérea de los Estados Unidos desde el final de la Segunda Guerra Mundial, la compañía recurrió al desarrollo inmobiliario, la electrónica y la producción de piezas de automóviles.

## Aeronaves fabricadas por la primera compañía
- Ki-9 - Entrenador militar
- Ki-17 - Entrenador militar
- Ki-36 - Cooperación
- Ki-54 - Entrenador avanzado bimotor
- Ki-55 - Entrenador militar
- Ki-70 - Reconocimiento
- Ki-74 - Bombardero de alta altitud
- Ki-77 - Investigación
- Ki-92 - Transporte
- Ki-94 - Interceptor
- T.S. 1 - Entrenador ligero

## Aeronaves fabricadas por la segunda compañía
- R-52 - Entrenador civil
- R-53 - Entrenador civil
- R-MH-310 - Entrenador civil